# Estudio de Regnerus
El «New Family Structures Study», estudio sobre la estructura de las nuevas familias, más conocido como estudio de Regnerus, es un estudio sociológico realizado en 2012 por Mark Regnerus, profesor asociado de sociología en la Universidad de Texas en Austin. El mismo resulta significativo particularmente por tratarse de uno de los pocos estudios académicos que se opone al consenso general científico; su principal conclusión sostiene que los niños que crecen en hogares en los que al menos uno de los adultos es homosexual, se ven perjudicados en su desarrollo personal. Como tal, este estudio ha sido empleado frecuentemente por aquellos que se oponen a la homoparentalidad y al matrimonio igualitario.

## Estudio
Fue publicado en julio de 2012 en la revista Social Science Research, y se basa en 3000 entrevistas a adultos entre 18 y 39 años, de los cuales 175 habían tenido madres y 73 padres que habían tenido relaciones homosexuales por lo menos en una ocasión mientras los criaban. Si bien su autor reconoció que los resultados se enfrentan al consenso científico sobre la homoparentalidad, también sostuvo que este consenso se basa en muestras pequeñas y no aleatorias, al contrario que el suyo.
La conclusión del estudio afirma que los niños criados por adultos que afirman haber tenido relaciones homosexuales se ven perjudicados en su vida adulta. Así, informa que el 69% de los adultos criados por mujeres en estas condiciones afirmaron que su familia recibió ayuda financiera pública —frente al 17% de los niños criados por el otro grupo de padres— y sólo un 26% tenían trabajos fijos —frente a casi un 50% del otro grupo. Los niños criados por mujeres que afirmaron haber tenido relaciones homosexuales tenían una mayor probabilidad de necesitar terapia psicológica, mayor probabilidad de engañar a su pareja con otra persona y de haber sido agredidos sexualmente.
Por otra parte, el mismo autor afirmaba que el estudio no demuestra una relación causal entre la homosexualidad de los padres y la inestabilidad de los hijos, ni tampoco que los homosexuales sean necesariamente malos padres. Sin embargo, si afirmaba que «las formas de familia que están asociadas con una inestabilidad o con padres no biológicos suelen suponer un riesgo para los niños que se están convirtiendo en adultos».

## Críticas
La publicación del estudio produjo inmediatamente una enorme polémica. Grupos conservadores y contrarios a los homosexuales apoyaron el estudio y a su autor, mientras que la mayoría de los sociólogos, los defensores de los derechos LGBT y, en general, los grupos más liberales tomaban posiciones contrarias. Entre los críticos se encontraban desde algunas de las mayores instituciones y asociaciones científicas de EE. UU., hasta otros sociólogos de la Universidad de Tejas. Incluso el propio departamento de Sociología de la Universidad de Texas en Austin, donde trabaja Regnerus, ha publicado un comunicado distanciándose del estudio y del docente. En 2013 la American Sociological Association condenó formalmente el estudio en un informe a la Corte Suprema de los Estados Unidos en relación con el matrimonio igualitario, críticas que repitieron en un amicus curiae del 24 de octubre de 2013:

The Regnerus papers and other sources gay marriage opponents often rely on provide no basis for their arguments because this research does not directly examine the well-being of children raised by same-sex parents.
Los artículos de Regnerus y otras fuentes en las que los opositores del matrimonio gay a menudo se basan, no proveen ninguna base para sus argumentos, ya que estos estudios no examinan directamente el bienestar de los niños criados por padres del mismo sexo.

La mayoría de las críticas se refieren a la metodología del estudio. Siendo la mayor que Regnerus define como «padres homosexuales» a cualquiera que hubiese tenido relaciones homosexuales, sin especificar si eso se había producido de forma extramatrimonial, tras un divorcio o separación o un gran escándalo (el estudio recoge la educación de niños en un contexto social de los años 70, 80 y 90), y luego compara esos hijos con los de matrimonios heterosexuales estables, sin divorcios u otros problemas económicos. Es decir, no compara hogares estables de padres heterosexuales, con hogares estables homoparentales. Un estudio publicado en 2015 en el Social Science Research, realizado por Brian Powell de la Universidad de Indiana y Simon Cheng de la Universidad de Connecticut en el que retomaban los datos de Regnerus y eliminaban todas las respuestas dudosas al cuestionario, usando una metodología más aceptada, llegaron a la conclusión de que los resultados de Regnerus eran, en el mejor de los casos, «frágiles» y que igualmente se podían emplear para demostrar que niños con padres homosexuales no resultan perjudicados comparados con los criados por padres heterosexuales. Regnerus mismo reconoció en octubre de 2012 que su metodología había tenido el fallo de considerar gais o lesbianas a las personas que habían tenido relaciones homosexuales, a pesar de que posiblemente esas personas no se considerasen a sí mismas como pertenecientes a la comunidad LGBT; a pesar de ello, sigue manteniendo la validez de sus conclusiones.
El segundo mayor punto de crítica fue la financiación del estudio por el Witherspoon Institute, un think tank conservador, de ideología cristiana y opuesto al matrimonio gay, al aborto y al uso de células totipotenciales embriónicas. Documentos mostraban que Regnerus había solicitado el pago de asistentes para el análisis de datos a William Bradford Wilcox, profesor asociado de sociología en la Universidad de Virginia, miembro de la James Madison Society en la Universidad de Princeton, director del National Marriage Project en la Universidad de Virginia y socio en ese momento del Witherspoon Institute. En marzo de 2013, tras una solicitud de revelación de documentos públicos por The American Independent, la Universidad de Texas publicó una serie de documentos que muestran que Regnerus fue entrenado por el Witherspoon Institute para defender retóricamente su estudio.
En febrero de 2014, un artículo de The New York Times afirmaba que el origen del estudio fue una reunión realizada en la Fundación Heritage en Washington D. C. a finales de 2010, tras la anulación judicial de la Proposición 8 en California. En esa reunión una serie de opositores del matrimonio igualitario decidieron financiar estudios que demostrasen que el matrimonio igualitario era perjudicial para los niños. Así el Witherspoon Institute, cuyo director Luis E. Tellez había participado en la reunión de Washington, financió el estudio de Regnerus con 695 000 dólares y la Bradley Foundation, otra organización conservadora, con otros 90 000. Otro de participantes en la reunión de Washington, el Dr. Douglas W. Allen, economista en la Universidad Simon Fraser en la Columbia Británica, también publicó un estudio muy discutido, de conclusiones similares a los de Regnerus, sobre el nivel de éxito de los graduados universitarios.
Poco después del surgimiento de la polémica, la revista editora, Social Science Research, realizó una auditoría y declaró el estudio «deficiente» (flawed). La Universidad de Texas también realizó una investigación sobre la publicación y rechazó poner en duda el comportamiento de Regnerus, afirmando que errores normales no se consideran falta de ética.
En 2013 se solicitó a Darren Sherkat, catedrático de sociología en la Southern Illinois University y miembro del consejo editorial de Social Science Research, que auditase el proceso de revisión por pares que llevó a la publicación del estudio de Regnerus, por el que el autor había recibido 700 000$ del Witherspoon Institute y 60 000$ de otros think tanks conservadores. En una entrevista al Southern Poverty Law Center, una organización a favor de los derechos civiles de los negros y favorable a los derechos LGBT, Sherkat describió el estudio de Regnerus como «profunda y metodológicamente incorrecto [flawed] y el proceso de revisión por pares no consiguió identificar problemas importantes.» Sherkat también considera el estudio lleno de errores técnicos:

The key measure of gay and lesbian parenting is simply a farce. The study includes a retrospective question asking if people knew if their mother or father had a “romantic” relationship with someone of the same sex when the respondent was under age 18. This measure is problematic on many levels.  Regnerus admits that just two of his respondents were actually raised by a same-sex couple, though I doubt that he can even know that, given his limited data. Since only two respondents were actually raised in gay or lesbian households, this study has absolutely nothing to say about gay parenting outcomes. Indeed, because it is a non-random sample, this study has nothing to say about anything.
La variable clave para medir la paternidad de gais y lesbianas es simplemente una farsa. El estudio incluye preguntas retrospectivas sobre si los entrevistados sabían si su madre o su padre tenían una relación «romántica» con alguien del mismo sexo, mientras el entrevistado todavía era menor de 18 años. Esta variable tiene problemas a muchos niveles. Regnerus admite que sólo dos de sus entrevistados fueron educados por una pareja del mismo sexo, aunque dudo que pueda incluso saber eso, dado lo limitado de sus datos. Puesto que sólo dos de sus entrevistados fueron educados en un hogar homoparental, este estudio no tiene absolutamente nada que decir sobre el resultado de la homoparentalidad. De hecho, debido a que la muestra no es aleatoria, este estudio no tiene nada que decir sobre nada.

Sherkat concluye que Regnerus, un cristiano evangélico conservador, se había desacreditado a sí mismo al sacar conclusiones falaces de una investigación mal hecha:

When we talk about Regnerus, I completely dismiss the study. It’s over. He has been disgraced. All of the prominent people in the field know what he did and why he did it. And most of them know that he knew better. Some of them think that he’s also stupid and an ideologue. I know better. I know that he’s a smart guy and that he did this on purpose, and that it was bad, and that it was substandard.
Cuando hablamos de Regnerus, desestimo completamente el estudio. Se ha acabado. Ha sido desacreditado. Todas las personas de importancia en el campo [de la sociología] saben lo que hizo y porqué lo hizo. Y la mayoría sabe que lo hizo a sabiendas. Algunos creen que también es estúpido y un ideólogo. Yo sé más. Yo sé que es un chico inteligente y que lo hizo a propósito, y que eso es malo, y que estaba por debajo del estándard.

En sus comentarios, Sherkat afirmó que «existe un gran número de investigadores cristianos conservadores en sociología, en ciencias políticas, en estudios sobre la familia, y es sorprendente cuantos están subiendo a los primeros puestos.» También opinó que «este es Mark Regnerus, del que estás hablando. Él ha creído esto desde que era un niño. Pensó que, como era un joven y brillante cristiano conservador, podía salvar a la Cristiandad de las malvadas fuerzas del secularismo, que se convertiría en un prominente intelectual y matar a los demonios homosexuales.»
El juez federal Bernard A. Friedman, que en marzo de 2014 decidió en el caso DeBoer contra Snyder que la prohibición del matrimonio igualitario y las uniones civiles introducida en la constitución de Míchigan en 2004 es inconstitucional, comentó sobre los argumentos y el estudio de Mark Regnerus, testigo experto de la defensa, lo siguiente:

The Court finds Regnerus’s testimony entirely unbelievable and not worthy of serious consideration. The evidence adduced at trial demonstrated that his 2012 'study' was hastily concocted at the behest of a third-party funder, which found it 'essential that the necessary data be gathered to settle the question in the forum of public debate about what kinds of family arrangement are best for society' and which 'was confident that the traditional understanding of marriage will be vindicated by this study.'  While Regnerus maintained that the funding source did not affect his impartiality as a researcher, the Court finds this testimony unbelievable. The funder clearly wanted a certain result, and Regnerus obliged. Whatever Regnerus may have found in this 'study,' he certainly cannot purport to have undertaken a scholarly research effort to compare the outcomes of children raised by same-sex couples with those of children raised by heterosexual couples. It is no wonder that the NFSS has been widely and severely criticized by other scholars, and that Regnerus’s own sociology department at the University of Texas has distanced itself from the NFSS in particular and Dr. Regnerus’s views in general.
La Corte considera el testimonio de Regnerus completamente increíble y sin valor alguno para ser considerado con seriedad. La evidencia aducida en el juicio demostró que su «estudio» de 2012 fue urdido apresuradamente a instancias de un tercero patrocinador, que consideró «esencial que los datos necesarios fuesen reunidos para resolver de una vez la cuestión en el foro del debate público sobre qué tipos de familias son mejores para la sociedad» y que «estaba seguro de que la forma tradicional de definir el matrimonio quedaría justificada por este estudio.» Mientras que Regnerus ha afirmado que la fuente de financiación no afectó su imparcialidad como investigador, la Corte considera este testimonio increíble. El patrocinador claramente quería un resultado determinado y Regnerus le complació. Sea lo que sea lo que Regnerus haya encontrado en su «estudio», es seguro que no puede pretender haber realizado un esfuerzo de investigación científico que compare el resultado de niños educados por parejas del mismo sexo con niños educados por parejas heterosexuales. No es de extrañar que el NFSS [estudio de Regnerus] ha sido amplia y severamente criticado por otros científicos y que el mismo departamento del Dr. Regnerus en la Universidad de Texas se haya distanciado del NFSS en particular y de los puntos de vista del Dr. Regnerus en general.
Juez federal Bernard A. Friedman, en el veredicto de DeBoer contra Snyder  (2014)

## Defensa
En defensa de Regnerus, el sociólogo Christian Smith ha argumentado que, aunque «su artículo no es perfecto», sin embargo, «no es científicamente peor que lo que se publica de forma rutinaria en revistas de sociología.» Smith, que se describe a sí mismo como no conservador, afirma que la respuesta al estudio de Regnerus es una caza de brujas, «Regnerus ha publicado los resultados ideológicamente impopulares de una investigación sobre el polémico asunto de las relaciones homosexuales. Y ahora le están haciendo pagar por ello. En el clima político actual, y particularmente en las disciplinas sociológicas —dominadas como están por la ortodoxia progresista—, lo que hizo Regnerus no es aceptable. Lo convierte en un hereje, un traidor —y por lo tanto hay que convertirlo en cabeza de turco.»
Dieciocho importantes científicos sociales han defendido el estudio de Regnerus en una declaración, en la que afirman que «gran parte de la respuesta académica y del público a Regnerus está equivocada.» Añadiendo posteriormente que:

We do not think that [the Regnerus study and others] settle the nation’s ongoing debate about gay parenting, same-sex marriage, and the welfare of children. In fact, research on same-sex parenting based on nationally representative samples is still in its infancy. But we think that the Regnerus study, which is one of the first to rely on a large, random, and representative sample of children from parents who have experienced same-sex relationships, has helped to inform the ongoing scholarly and public conversation about same-sex families in America. Indeed, it is possible to interpret Regnerus’s findings as evidence for the need for legalized gay marriage, in order to support the social stability of such relationships. As social scientists, our hope is that more such studies will be forthcoming shortly, and that future journalistic and academic commentary related to such studies, and this contentious topic, will be more civil, thorough, and thoughtful than has been the coverage of the new study by Professor Mark Regnerus.
No creemos que [el estudio de Regnerus y otros] decidan definitivamente el continuado debate nacional sobre la homoparentalidad, el matrimonio igualitario y el bienestar de los niños. De hecho, la investigación sobre la homoparentalidad basada en muestras representativas a nivel nacional está todavía en su infancia. Pero creemos que el estudio de Regnerus, que es uno de los primeros en basarse en una muestra grande, aleatoria y representativa de hijos de padres que tuvieron relaciones homosexuales, ha ayudado a informar la discusión pública y académica sobre las familias homoparentales en América. Ciertamente es posible interpretar los resultados de Regnerus como prueba de la necesidad de legalizar el matrimonio gay, para apoyar la estabilidad social de esas relaciones. Como científicos sociales, nuestra esperanza es que se generen más estudios como ese en el futuro próximo y que los comentarios periodísticos y académicos relacionados con esos estudios, y este disputado asunto, sean más cívicos, profundos y meditados que los que se han realizado sobre el estudio del profesor Mark Regnerus.

## Empleo por los opositores a la homoparentalidad y al matrimonio igualitario
El estudio ha sido empleado por numerosos grupos opositores a los derechos LGBT para justificar sus ideas, es decir, que los niños educados por homosexuales se ven perjudicados en su vida como adultos, extendiendo el razonamiento al matrimonio igualitario e incluso a los derechos LGBT. Regnerus mismo ha rechazado este uso de su estudio.

### Europa
Como ejemplo, en España, el periódico conservador La Gaceta titulaba la noticia sobre el estudio «Confirman los efectos negativos de la adopción por homosexuales».
También desde España, en abril de 2016, tuvo lugar un debate bioético a través de la web conservadora Actuall entre el economista liberal Juan Ramón Rallo y el político antiliberal Francisco José Contreras, empleando este último el trabajo de Regnerus como argumento de autoridad contra las familias homoparentales.
En septiembre de 2013, Alekei Zhuravlev, diputado de la Duma por Rusia Unida, presentaba un proyecto de ley que retiraría la patria potestad a los padres con «una orientación sexual no tradicional», eufemismo para nombrar al colectivo LGBT. Zhuravlev menciona expresamente el estudio de Regnerus como una de las razones para la introducción de la ley.
En Europa, el estudio no sólo ha sido mencionado en Rusia, sino que en 2012, en Italia, Giuseppe Di Mauro, presidente de la Sociedad Italiana de Pediatría Preventiva y Social, mencionaba el estudio en un comunicado en el que declaraba que los homosexuales no son aptos para criar hijos, ignorando todos los estudios que afirman lo contrario. Las declaraciones de Di Mauro fueron recogidas por el diario Avvenire, de la Conferencia Episcopal Italiana, en una noticia titulada «¿Adopciones a los gays? Hijos perturbados.» El estudio también circuló ampliamente durante las protestas en Francia contra el matrimonio igualitario. También en Gran Bretaña fue empleado para oponerse al matrimonio igualitario.

### Estados Unidos
En Estados Unidos, Bryan Fischer, de la American Family Association, exigió, basándose en el estudio, que se quitara la patria potestad a los homosexuales con hijos.
Maggie Gallagher, antigua directora del National Organization for Marriage, organización fuertemente opuesta al matrimonio igualitario, alabó el estudio como «el mejor estudio sobre la homoparentalidad que tenemos hasta la fecha» y que mostraba que «el ideal para los niños es una papá y una mamá casados». La periodista Mona Charen afirmó que «los hogares homoparentales dan a los niños la menor estabilidad». También Peter Sprigg del Family Research Council consideró de forma acrítica que todos los niños de padres con relaciones homosexuales mencionados en el estudio como crecidos en hogares homoparentales.
Durante las deliberaciones del Tribunal Superior de los Estados Unidos sobre los derechos de los homosexuales a principios de 2013 (véase Proposición 8 y Estados Unidos contra Windsor), el estudio de Regnerus fue empleado por el American College of Pediatricians, una organización conservadora (no confundir con la American Academy of Pediatrics, que apoya la homoparentalidad y el matrimonio gay), en su amicus curiae en contra del matrimonio igualitario. De hecho, basado en la documentación revelada en 2013 por la Universidad de Texas, Regnerus ha sido acusado de realizar el estudio y publicarlo antes de las conclusiones del Tribunal con el fin expreso de influir en el veredicto.

### América Latina
El estudio también ha sido empleado por elementos conservadores en México, donde la diputada Ana María Jiménez Ortiz, en una polémicas declaraciones sobre la legalización del matrimonio igualitario en el estado de Puebla, citó el estudio, aunque sin mencionarlo explícitamente.
En el caso de Uruguay, durante el debate de la ley 19.075, conocida como Ley de Matrimonio Igualitario, el estudio fue empleado por el catedrático en derecho Santiago Altieri para fundamentar su oposición a dicha ley, argumento que fue refutado por la senadora del Frente Amplio, Constanza Moreira. En su comparecencia ante la Comisión de Constitución y Códigos del Senado, Atieri dijo que

El objetivo de mi exposición es aportar datos científicos basados en una muy reciente investigación realizada en Estados Unidos por el profesor Regnerus. En ella se demuestra que desde el punto de vista estadístico, los niños que han sido criados por sus padres biológicos son los que tienen el ambiente más propicio para su desarrollo psico-social, mientras que los criados por parejas homosexuales son los que estadísticamente muestran los índices más negativos.

Culminada la exposición, la senadora Moreira argumentó contra dicho estudio:

Mi primera reflexión epistemológica es que los estudios sicológicos no necesitan muestras estadísticamente significativas. Por decirlo de alguna manera, Freud estudió muchos casos y Piaget estudió a sus propios hijos. Lo que requiere asociaciones estadísticamente significativas son los estudios que se basan en estadísticas sociales. Se entiende que los estudios de la Social Science requiera una encuesta con estas características, pero quería señalar que las críticas que le hace el estudio de la Social Science a la American Psychological Association no son muy de recibo, por más que se hayan analizado 30 o 40 casos. Insisto, ni Freud ni Piaget se basaron en muestras estadísticas para construir teorías sicológicas.

Sobre el desempeño de los niños, el indicador más usado es el educativo, como una medición aproximada de otros desempeños más difíciles de medir. En realidad, el desempeño educativo de los niños está fuertemente influenciado por variables sociales. Los niños pobres tienen menores recursos y, por consiguiente, tienen peor desempeño en casi todas las áreas de la vida que aquellos que están en mejor posición social relativa. Esto quiere decir que la variable determinante del desempeño de los niños siempre es una variable social estructural. Por consiguiente, hay que analizar, fuera de esa variable social estructural, que es la que determina el desempeño de los niños, si tienen hogares homosexuales o no. El grueso que determina el desempeño de los niños, insisto, son las variables sociales estructurales. Después hay que determinar qué porcentaje está afectado porque las parejas sean homosexuales o no. 

Quiero decir esto para poner el estudio en la debida perspectiva. Miré atentamente la tabla que se nos ha hecho llegar. Se controló la edad, la raza, el sexo, la educación de la madre, los ingresos de su familia de origen y las leyes de familia del Estado donde viven. En lo personal, que soy socióloga, me parece que la tabla está construida para producir una reacción y me faltan muchos elementos para que me diga algo pertinente desde el punto de vista científico. Creo que está construida para mostrar que los niños que vienen de familias de padres homosexuales se desempeñan mucho peor que los niños que provienen de familias biológicas. La verdad es que me resulta bastante disparatado, porque tiendo a pensar que los niños que vienen de familias homosexuales de buena situación económica relativa, deben de tener mucho mejor desempeño que aquellos que provienen de familias biológicas o de madres que tienen muchos hijos y viven en asentamientos